# Ashikaga Yoshinori

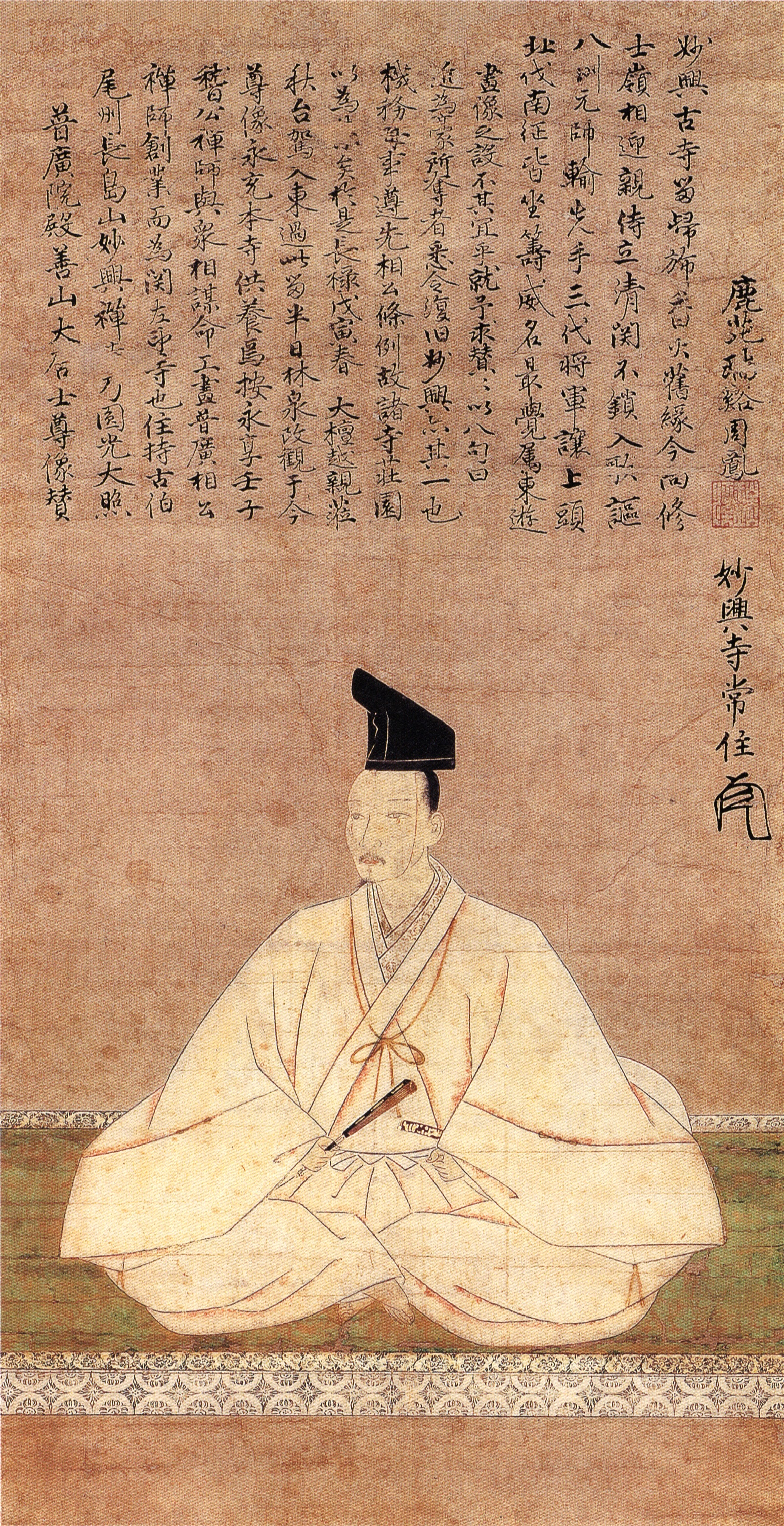
Porträt Ashikaga Yoshinoris von Zuikei Shūhō

Ashikaga Yoshinori (japanisch 足利 義教; * 12. Juli 1394; † 12. Juli 1441) war der sechste Shōgun des Ashikaga-Shōgunats und regierte 1429 bis 1441 während der Muromachi-Zeit Japans. Yoshinori war Sohn des dritten Ashikaga-Shōguns, Ashikaga Yoshimitsu.
Nach dem Tod des fünften Shōguns, Ashikaga Yoshikazu, im Jahre 1425 konnte sich der noch lebende vierte Shōgun, Ashikaga Yoshimochi, der Vater von Yoshikazu und Bruder von Yoshinori, nicht für einen Nachfolger entscheiden. Nach seinem Tod 1428 wurde Yoshinori 1429 zum Seii Taishōgun, nachdem vor dem Iwashimizu-Schrein in Kyōto Lose gezogen worden waren, um die lang ungeklärte Nachfolge zu regeln.
Yoshinori stärkte die Macht des Shōgunats nach seinem Sieg über Ashikaga Mochiuji in der Eikyo-Rebellion von 1438 und normalisierte 1433 die Beziehungen zum China der Ming-Dynastie durch einen Handelsvertrag mit Kaiser Xuande.
Ashikaga Yoshinori wurde nach japanischer Zeitrechnung am 24. Tag des 6. Monats des Jahres Kakitsu 1 (12. Juli 1441), während des Besuchs einer Theatervorstellung im Hause seines Generals Akamatsu Mitsusuke von Attentätern ermordet. Dieses Ereignis wurde als Kakitsu-Rebellion bekannt. Einer der Söhne des Generals, der sein eigenes Haus in Brand steckte, ritt – den Kopf des Shōguns auf sein Schwert gespießt – aus der Stadt. Die Beerdigung der Überreste fand 14 Tage später statt, postum wurde Yoshinori vom Hof zum Kanzler befördert. In den folgenden Monaten geschwächter Regierungsgewalt gelang es Banden durch Belagerung der Hauptstadt einen allgemeinen Schuldenerlass (tokusei) zu erwirken. Sein Sohn, der siebente Shōgun Ashikaga Yoshikatsu folgte ihm im nächsten Jahr als Shōgun, die Macht des Shōgunats befand sich jedoch im Niedergang.